# Ивовый человек
«Ивовый человек» (англ. Willow Man) — большая скульптура под открытым небом авторства Серены де ла Хей, расположенная около развязки 23 автотрассы M5 рядом с городом Бриджуотер в графстве Сомерсет (Юго-Западная Англия). Высота скульптуры — 12 метров. Выполнена она из ивовых прутьев, закреплённых на металлическом каркасе.
«Ивовый человек» был изготовлен по заказу организации South West Arts и приурочен к Году художника. Открытие состоялось в сентябре 2000 года. Скульптура символизирует тысячелетие и раскрывает роль ивы в экологии и ремесленных традициях Сомерсетских равнин (Somerset Levels). Первая версия скульптуры была сожжена в результате поджога 8 мая 2001 года. «Ивовый человек» был восстановлен тем же автором к октябрю 2001 года и окружён рвом для защиты от возможных актов вандализма.
Также скульптура известна под названиями «Человек из прутьев», или «Ангел Юга» (отсылка к статуе «Ангел Севера» Энтони Гормли), хотя в настоящее время «Ангелом Юга» чаще называют гигантскую скульптуру белой лошади в долине Эббсфлит.
Осенью 2006 года скульптура была отреставрирована, так как птицы использовали её в качестве источника материала для строительства гнёзд, и Серена де ла Хей, по её словам, была шокирована состоянием скульптуры.